# The Final Maze
The Final Maze é um jogo eletrônico independente do gênero terror. Seu principal objetivo é encontrar o final do labirinto.
Só existe uma versão do jogo lançada para Windows em 2014. Nenhuma próxima versão está agendada ou projetada para ser lançada. É possível que o desenvolvimento de algum remake aconteça, mas não há confirmações exatas. 

## Enredo
Qevim Qajj, é um pervertido que tem obsessão por matar. Um dia, ele aprisionou um rapaz que andava pela rua e o colocou num labirinto escuro. Ele deveria achar o caminho.

### Final (Spoilers)
Quando o jogador, leva o "sequestrado" para o final do labirinto, a mensagem é que Qevim não aguenta mais viver. Assim, terminando o jogo e libertando a vítima. Uma cutscene de comédia encerra o game.

## Criador
O jogo foi criado por Dilan Giffú.
1. ↑  Canal de Dilan no Youtube